# إيفرشلت (بيدفوردشير)
إيفرشلت (بالإنجليزية: Eversholt)‏ هي قرية و أبرشية مدنية تقع في المملكة المتحدة في إنجلترا.